# Espada lateral

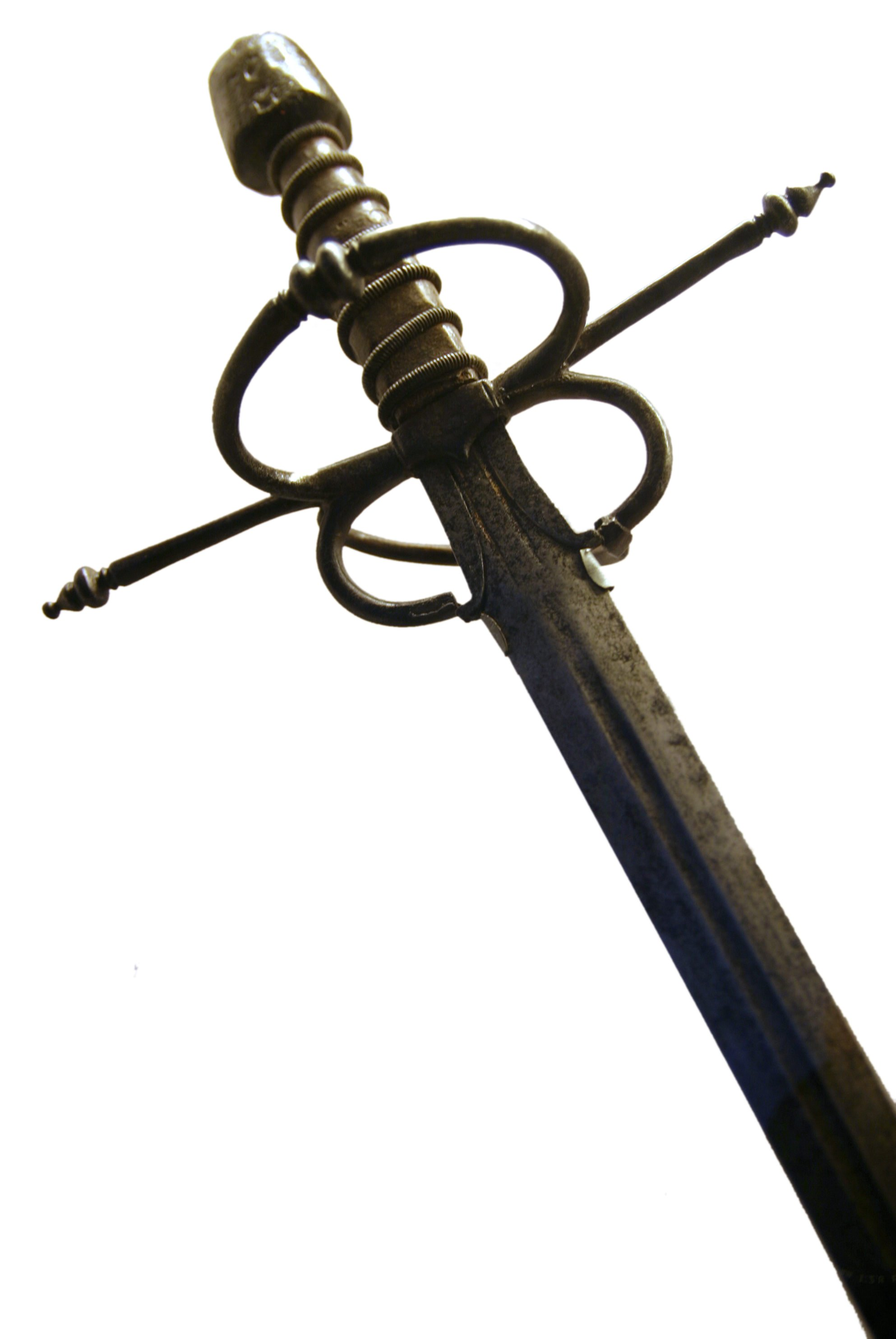
Un estoque temprano o "espada lateral" en exhibición en el Castillo de Chillon.

Una espada lateral (del italiano: spada da lato) es un tipo de espada popular a finales del siglo XVI. Es una continuación de la espada caballeresca medieval y el predecesor inmediata de la espada ropera del período moderno temprano. Su uso se enseñó en la escuela Dardi de esgrima italiana y fue influyente en la esgrima clásica con espadas del siglo XVII. Los anticuarios italianos usan el término spada da lato para los estoques típicos del período de c. 1560 – 1630, el término italiano para el estoque completamente desarrollado de finales del siglo XVII es spada da lato striscia, o simplemente spada striscia "espada en tiras".
Este diseño de espada eventualmente condujo al desarrollo de la espada ropera civil, pero no fue reemplazado por esta, y la espada lateral continuó usándose durante la vida útil de la ropera. Aunque este tipo particular de espada se conoce en los tiempos modernos como una espada lateral, el nombre no se usó al mismo tiempo que la espada en cuestión (según la investigación actual de antiguos manuales de lucha). Aunque algunas fuentes italianas tempranas usan el término spada da lato, solo se refieren a la espada que se porta por el costado, y no solo a este tipo particular de espada.